# André Delpoux
Pas d'image ? Cliquez ici

a Compétitions nationales et continentales officielles uniquement.

b Matchs officiels uniquement.
André Delpoux, né le 16 décembre 1927 à Pennautier, est un joueur de rugby à XIII évoluant au poste de centre ou de demi d'ouverture, international français, reconverti entraîneur.
Il effectue sa carrière sportive au sein de Carcassonne, un des clubs dominant le rugby à XIII français dans les années 1950 et 1960. Dans un effectif regorgeant d'internationaux, Delpoux joue alternativement au poste de centre ou de demi d'ouverture remportant notamment la Coupe de France en 1961 et disputant trois finales perdues de Championnat de France en 1955, 1956 et 1958. Ses performances l'amènent à être sélectionné en équipe de France entre 1955 et 1960 contre des sélections telles que la Nouvelle-Zélande, la Grande-Bretagne et l'Australie.
Après sa carrière sportive, il devient entraîneur, prenant le rôle d'entraîneur de l'équipe de France fédérale dans les années 1960 puis le club de Toulouse et d'Albi.

## Palmarès
- Collectif : 
  - Vainqueur de la Coupe de France : 1961 (Carcassonne).
  - Finaliste du Championnat de France : 1955, 1956 et 1958 (Carcassonne).
  - Finaliste de la Coupe de France : 1960 (Carcassonne).

### Détails en sélection
| 1. | 6 août 1955      | Nouvelle-Zélande | 19-9  | Test-match | Demi d'ouverture | - | - | - | - |
| 2. | 11 décembre 1955 | Grande-Bretagne  | 17-5  | Test-match | Centre           | - | - | - | - |
| 3. | 15 janvier 1956  | Nouvelle-Zélande | 22-31 | Test-match | Centre           | - | - | - | - |
| 4. | 16 octobre 1960  | Australie        | 12-37 | Test-match | Demi d'ouverture | - | - | - | - |

#### En club
| Saison    | Saison      | Championnat           | Championnat | Championnat | Championnat | Championnat | Championnat | Championnat |
| Saison    | Saison      | Compétition           | M           | Pts         | Ess.        | Buts        | Dp.         |             |
| --------- | ----------- | --------------------- | ----------- | ----------- | ----------- | ----------- | ----------- | ----------- |
| 1953-1954 | Carcassonne | Championnat de France | ?           | -           | -           | -           | -           |             |
| 1954-1955 | Carcassonne | Championnat de France | ?           | -           | -           | -           | -           |             |
| 1955-1956 | Carcassonne | Championnat de France | ?           | -           | -           | -           | -           |             |
| 1956-1957 | Carcassonne | Championnat de France | ?           | -           | -           | -           | -           |             |
| 1957-1958 | Carcassonne | Championnat de France | ?           | -           | -           | -           | -           |             |
| 1958-1959 | Carcassonne | Championnat de France | ?           | -           | -           | -           | -           |             |
| 1959-1960 | Carcassonne | Championnat de France | ?           | -           | -           | -           | -           |             |
| 1960-1961 | Carcassonne | Championnat de France | ?           | -           | -           | -           | -           |             |
| 1960-1961 | Carcassonne | Championnat de France | ?           | -           | -           | -           | -           |             |
| 1961-1962 | Carcassonne | Championnat de France | ?           | -           | -           | -           | -           |             |